# Верховний суд Республіки Білорусь

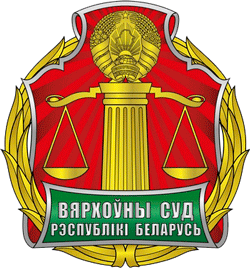

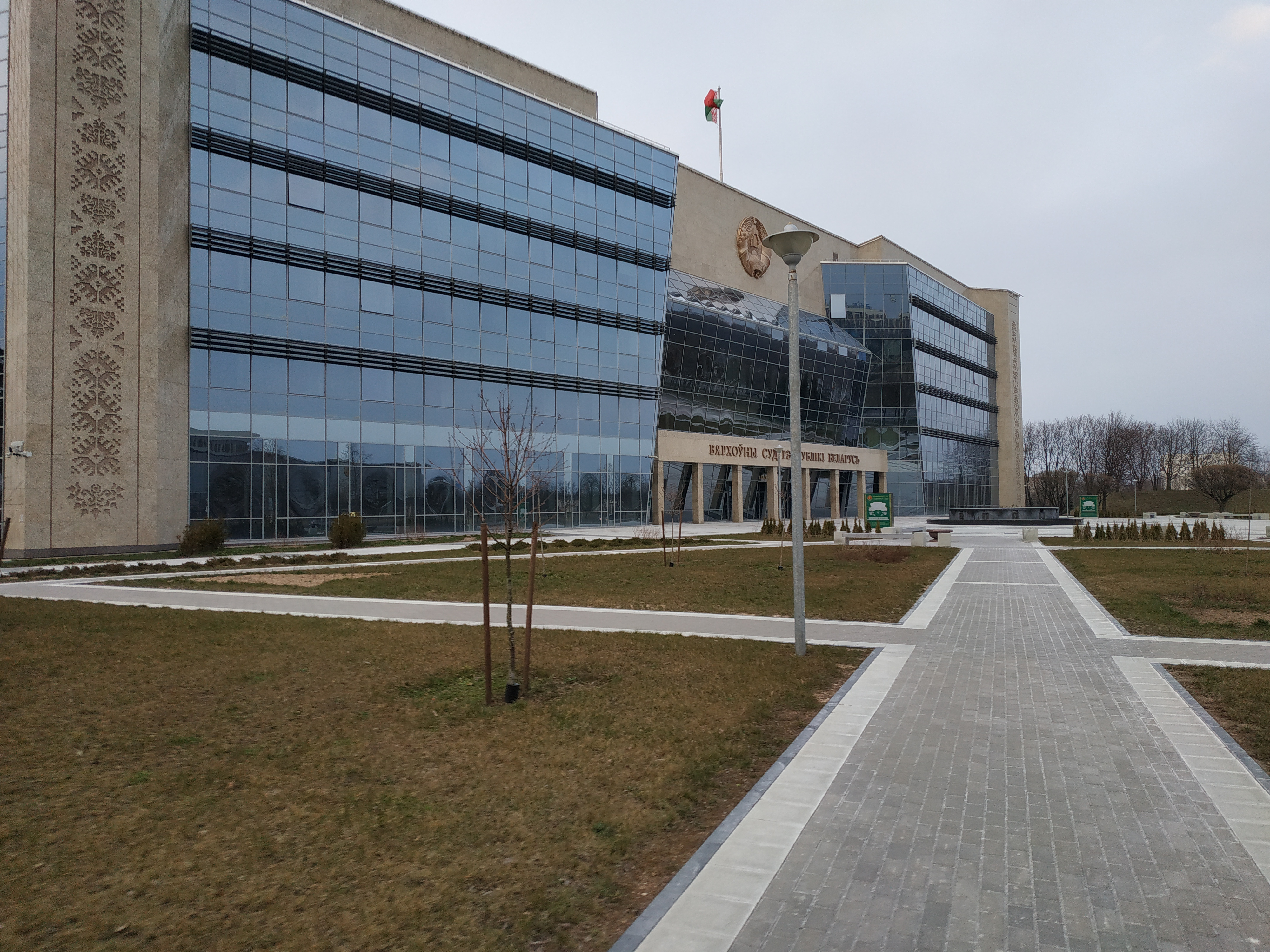

Верховний Суд Республіки Білорусь (біл. Вярхоўны суд Рэспублікі Беларусь) — вища судова інстанція Республіки Білорусь у цивільних, кримінальних та адміністративних справах. Суд діє у складі: 1) Пленуму, 2) Президії, 3) колегії з громадянських справ, 4) колегії з кримінальних справ, 5) колегії з інтелектуальної власності, 6) воєнної колегії. Кількість суддів та склад Верховного суду визначається президентом. 
З 1 січня 2014 року до Верховного Суду Республіки Білорусь приєднаний Вищий Господарський Суд Республіки Білорусь. Посаду голови Верховного Суду Республіки Білорусь займає Валентин Сукало.

## Розташування
Адреса: місто Мінськ, вулиця Леніна, 28.